# 日本大学藤沢小学校
日本大学藤沢小学校（にほんだいがく ふじさわしょうがっこう、英称：Nihon University Fujisawa Elementary School）は、神奈川県藤沢市亀井野1866番地にある私立小学校。日本大学藤沢高等学校・中学校の中にある。

## 概要
2015年（平成27年）4月1日に開校した。服装は指定制服であり、給食は各自持ち込みによる弁当である。クラス編成は1学年72人の男女共学、36名の2クラスである。放課後に利用できる学習に関する相談（寺子屋）コーナーを休憩室に設置している。他には、遊学タイムが行われている。

## 教育目標
- 「挨拶ができる子」
- 「明るく元気な子」
- 「自分のことは自分でできる子」
- 「読む、書く、計算する力を持っている子」
- 「考える、伝える力を持っている子」
- 「他の人を思いやることができる子」

## 交通機関
- 小田急江ノ島線六会日大前駅下車、徒歩10分[4]。